# Ping jing

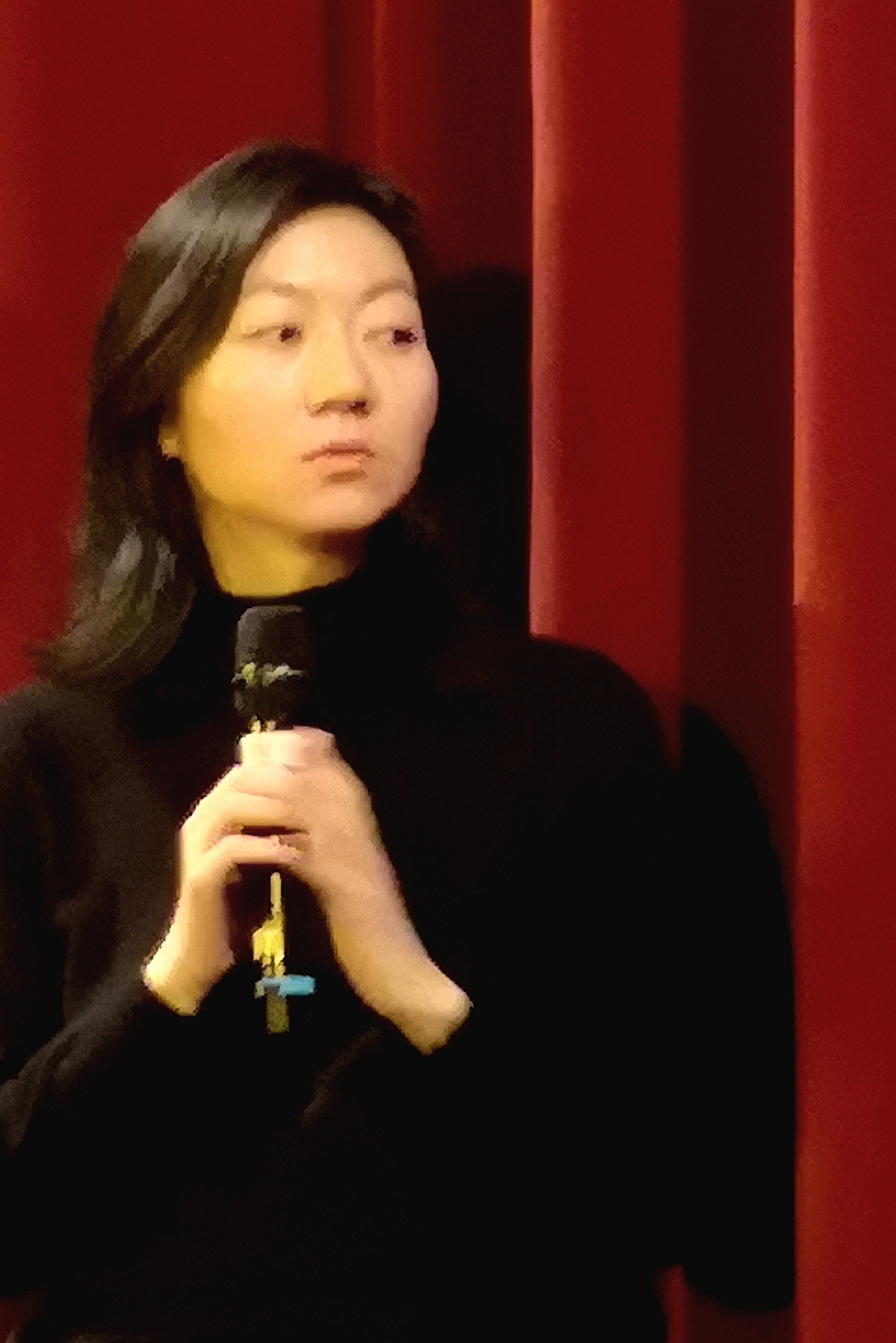
Song Fang bei der Welturaufführung auf der Berlinale am 22. Februar 2020

Ping jing (englischsprachiger Festivaltitel: The Calming) ist ein chinesischer Spielfilm aus dem 2020 unter der Regie von Song Fang, von der auch das Drehbuch stammt. Der Film feiert am 22. Februar 2020 auf der Berlinale Weltpremiere und läuft dort in der Sektion Forum. Er hat als einziger Film in der Sektion Forum auf der Berlinale den C.I.C.A.E. Art Cinema Award, den Preis des Internationalen Verbands der Filmkunsttheater (Confédération Internationale des Cinémas D´Art et Essai) bekommen.

## Inhalt
Lin ist Filmemacherin und viel unterwegs. Über verschiedene Jahreszeiten hinweg und an unterschiedlichen Orten folgt das Publikum Lins neugierigem Blick auf die Landschaft aus dem Fenster von Schiffen, Zügen und Autos. Lin schaut auch auf Menschen, so auf ein Mädchen auf derselben Station im Krankenhaus, das Blätter und Licht im Park beobachtet. Irgendwann fallen Lin die Augen zu. Während eines Konzerts hält Lin sie geschlossen und weint. Als Lin in Japan ist, wo ihre Installation gezeigt wird, geht sie mit einer Freundin essen. Dies ist das einzige Mal, dass sie von ihrer Trennung spricht. Obwohl sie längst eine eigene Wohnung hat, spricht sie das Thema weder bei einem Besuch bei ihren Eltern noch im Gespräch mit einer Freundin in Hongkong an. Meist zeigt der Film die Protagonistin allein.

## Hintergrund
Regie führte Song Fang, die auch für Drehbuch und Filmschnitt verantwortlich war. Die Kamera führte Lu Songye. Produzenten waren Jia Zhangke und Steven Xiang, Zhao Yijun, Zhang Dong und Shozo Ichiyama waren Koproduzenten.
Die Produktion lag in den Händen von Fabula Entertainment und Huanxi Media Group, Shanghai. Koproduzentin war Xstream Pictures, Peking.
Der Film feiert am 22. Februar 2020 auf der Berlinale Weltpremiere und läuft dort in der Sektion Forum.

## Analyse

### Themen und Motive
Song Fang sagte über ihren Film, er zeige die Beziehung zwischen einer einzelnen Person und sich selbst, zwischen ihr und anderen, zwischen ihr und der Welt. Die erste der drei Beziehungen gebe dem Film das Grundgerüst. Sie sei aber mit den anderen beiden unauflöslich verbunden und erst das Gleichgewicht zwischen den drei Ebenen mache einen ganzen Menschen aus.
Der Schwerpunkt liege in diesem Film auf dem Innenleben der Protagonistin, ihren Wahrnehmungen, Gefühlen und Stimmungen. Besonders gehe es um die belastende Traurigkeit, die in manchen Menschen stecke und von der sie sich sogar im Kontakt mit ihrem Freundeskreis und ihrer Familie nur schwer befreien könnten. Doch wenn der Lebenswille stärker sei als die Traurigkeit, gebe es einen Weg, weil Gefühle veränderbar seien.
Durch Lins Augen hebe Ping jing auch Aspekte des menschlichen Daseins im Zusammenhang mit der Natur hervor, äußerte die Regisseurin.

### Visueller Stil
Im Film wird mit langen ruhigen Einstellungen gearbeitet, die die Protagonistin an verschiedenen Orten sowie unterwegs zeigt. Parks mit Bäumen und Bambus werden als Mittel eingesetzt, um Innenräume darzustellen. Dadurch enthält der Film meditative Elemente, die verschieden gedeutet werden können. Die Regisseurin sagte mit Bezug auf Ping jing, das Medium Film sei besonders geeignet, Augenblicke visuell zu erfassen, deren sprachliche Beschreibung nicht möglich sei.